# Cozido madrileno

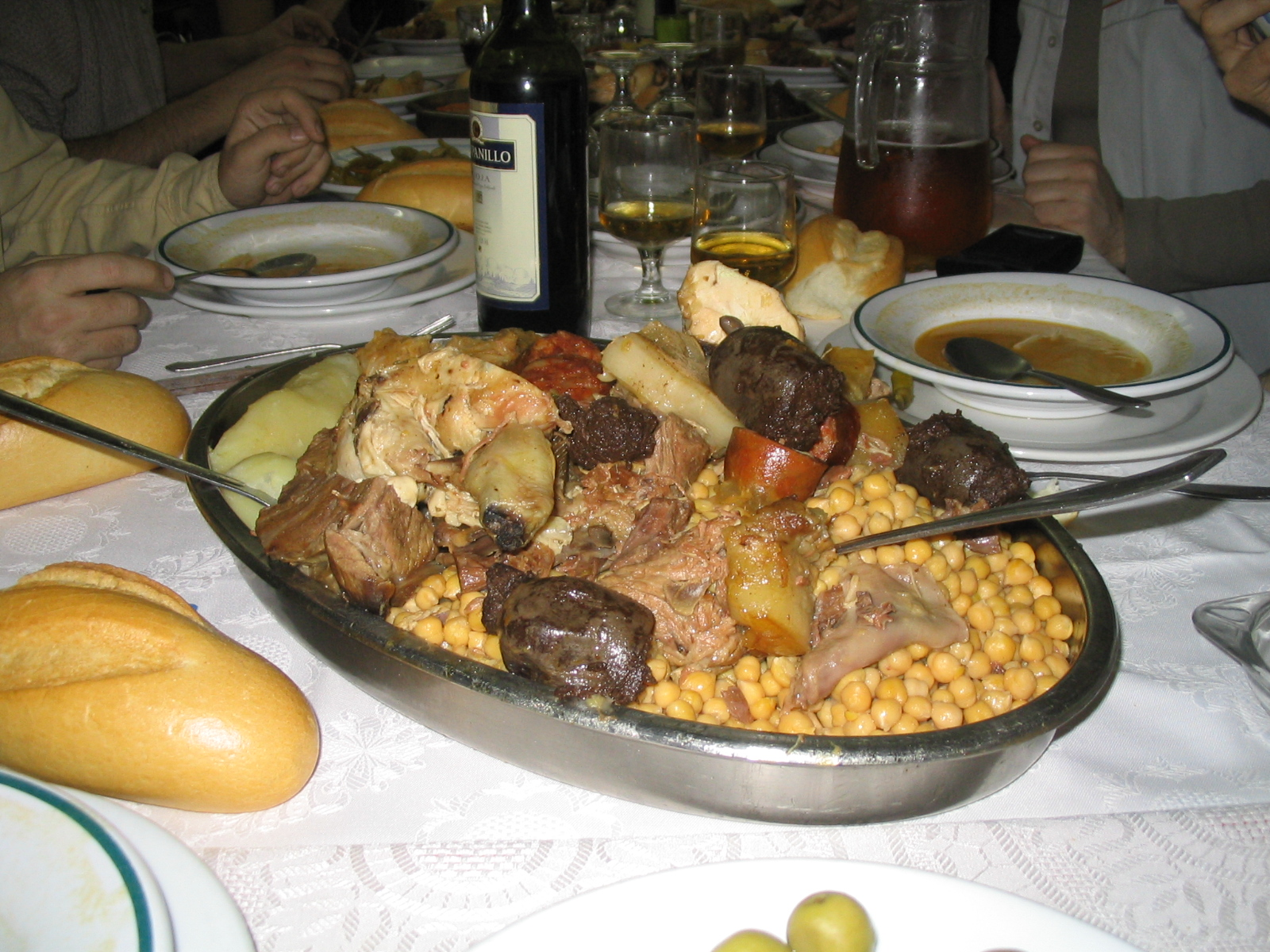
Cozido madrileno e sua sopa

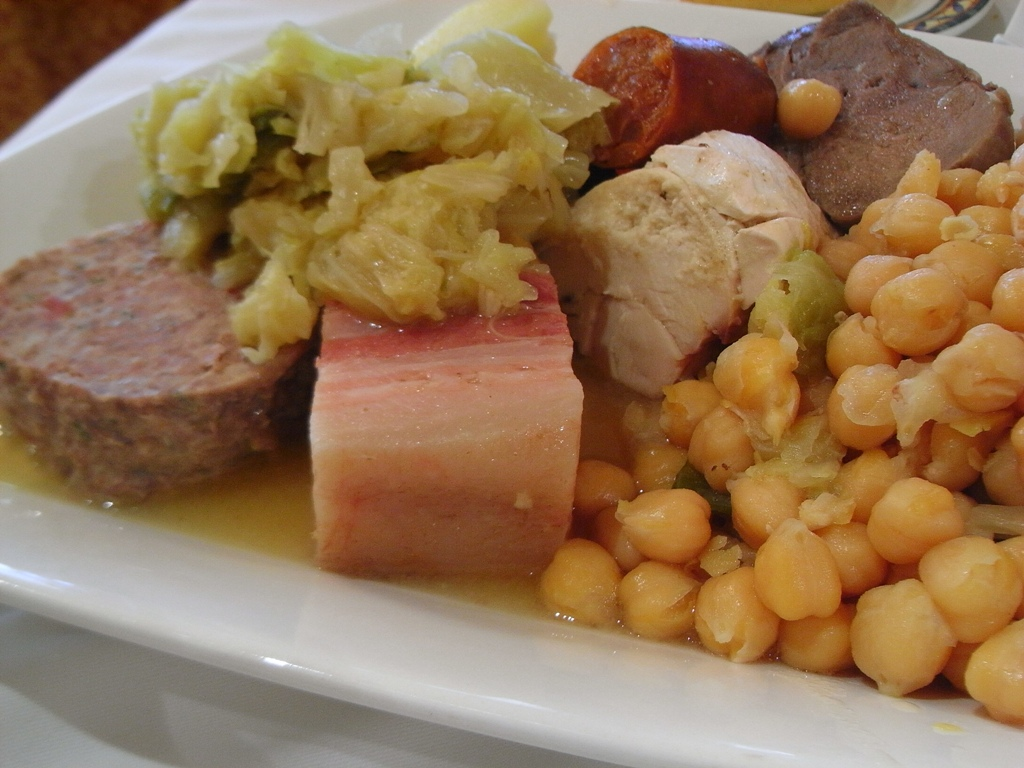
Pormenor de um cozido madrileno

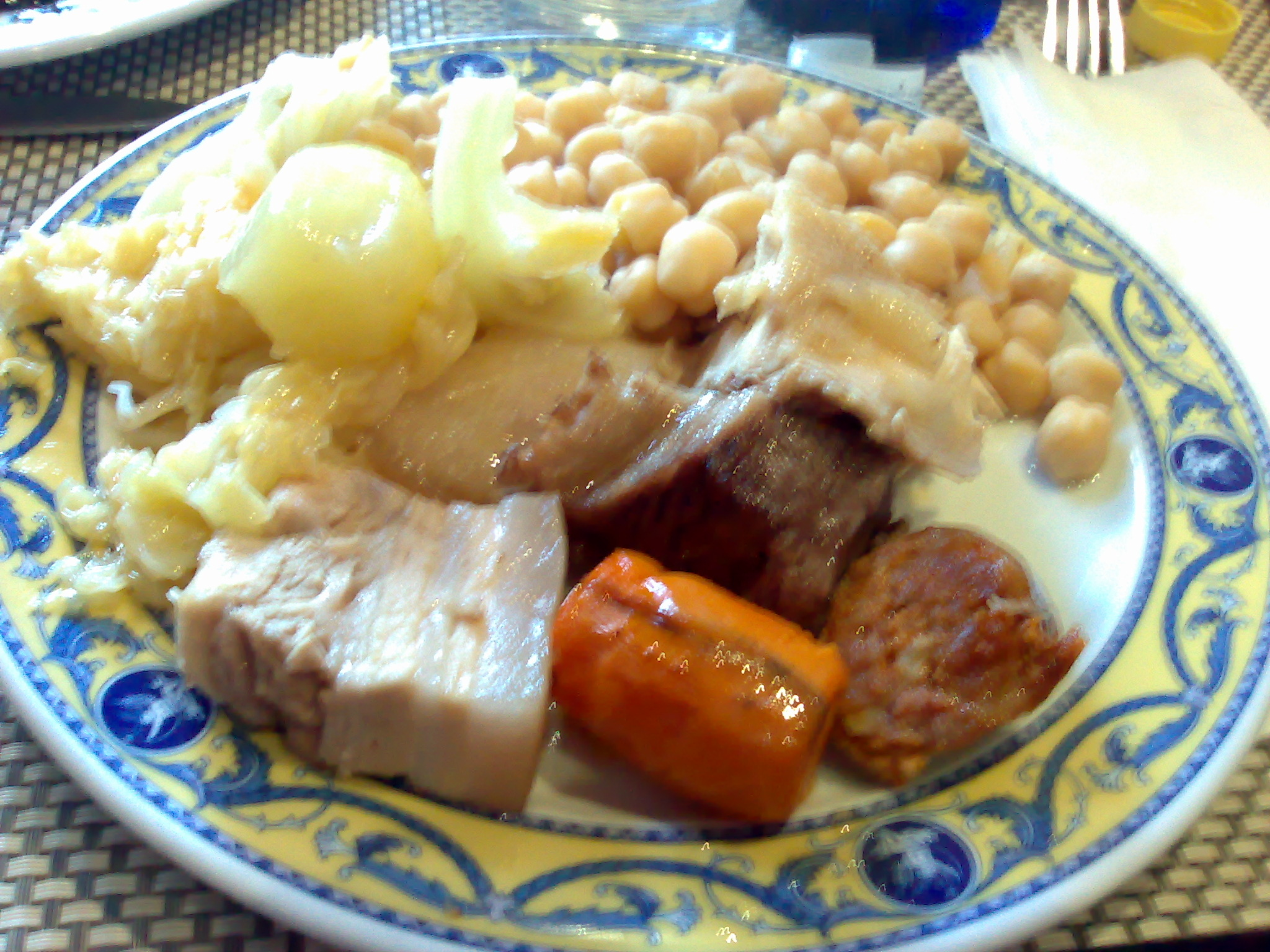
Cozido madrileno.

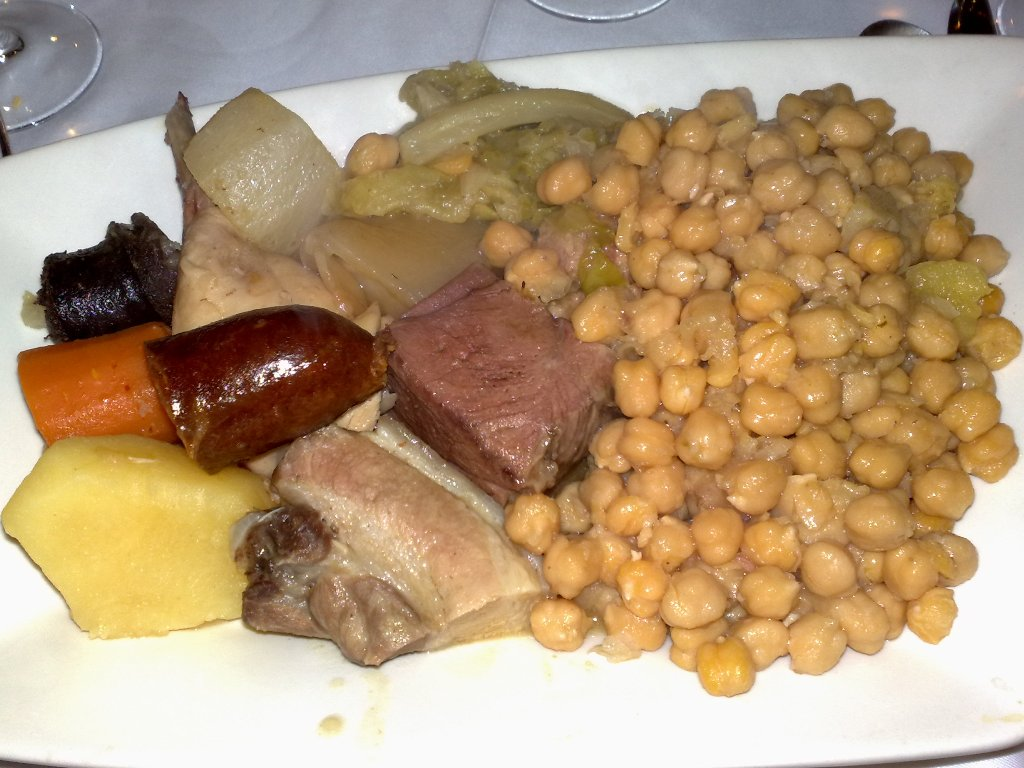
Cozido madrileno.

Cozido madrileno (ou cocido madrileño, em língua castelhana) é um prato típico da culinária da Espanha, mais concretamente da região de Madrid.
Consiste num cozido cujo ingrediente principal é o grão-de-bico, sendo os secundários, ainda que com grande protagonismo, diversas verduras e carnes. A sua origem é humilde e judaica, tendo sido originalmente consumido pelas classes mais baixas. É um dos cozidos mais simples da cozinha espanhola.
É um prato único, repleto de calorias e habitual no tempo dos meses frios de inverno. A forma tradicional de o servir é dividi-lo em três sub-pratos:
- primeiro: a sopa resultante do caldo da cocção de todos os ingredientes
- segundo: o grão com as verduras e as batatas
- terceiro: as carnes

O cozido madrileno é habitual nos menus do dia dos restaurantes madrilenos às quartas-feiras.

## A sopa
É o caldo resultante da cocção de todos os ingredientes. São acrescentadas massinhas ou arroz, para completar a sopa. Não raramente, é também preparada com pão. Também é habitual temperá-la com poejo e adicionar um pouco de açafrão, para dar cor.

### Os vegetais
Os vegetais incluídos dependem muito de cada cozinheiro, mas, entre os mais habituais, encontram-se o repolho, a cenoura, o nabo, o feijão-verde, a acelga, o cardo e as batatas. Ditam os cânones que nenhuma das verduras, exepto as batatas, devem ser cozidos com o grão, mas sim em conjunto com a morcela e o chouriço.
São servidos em segundo lugar, por vezes acompanhados por um molho de tomate e cominhos para o grão. As verduras são por vezes também regadas com alhos fritos com pimentão.

### As carnes
As carnes usadas podem ser dividas em três classes: carne de porco, carne de aves e carne de bovino. A carne de porco desempenha o papel principal na preparação deste cozido. Entre os produtos de carne de porco utilizados contam-se um osso de presunto, para dar sabor ao caldo, o chouriço, a morcela, o toucinho e as mãos de porco.
No que diz respeito à carne de aves, usava-se carne de galinha, mas, sendo esta mais difícil de encontrar na atualidade, é usada com mais frequência a carne de frango. Entre os caçadores, é comum usar também carne de pombo ou de perdiz.
Relativamente à carne de bovino, não são utilizadas as partes mais nobres, mas sim as mais saborosas, tais como a perna traseira. Por vezes, é também utilizada carne picada para preparar a chamada bola, que consiste numa espécie de almôndega.